# 馬其頓抗爭博物館 (史高比耶)

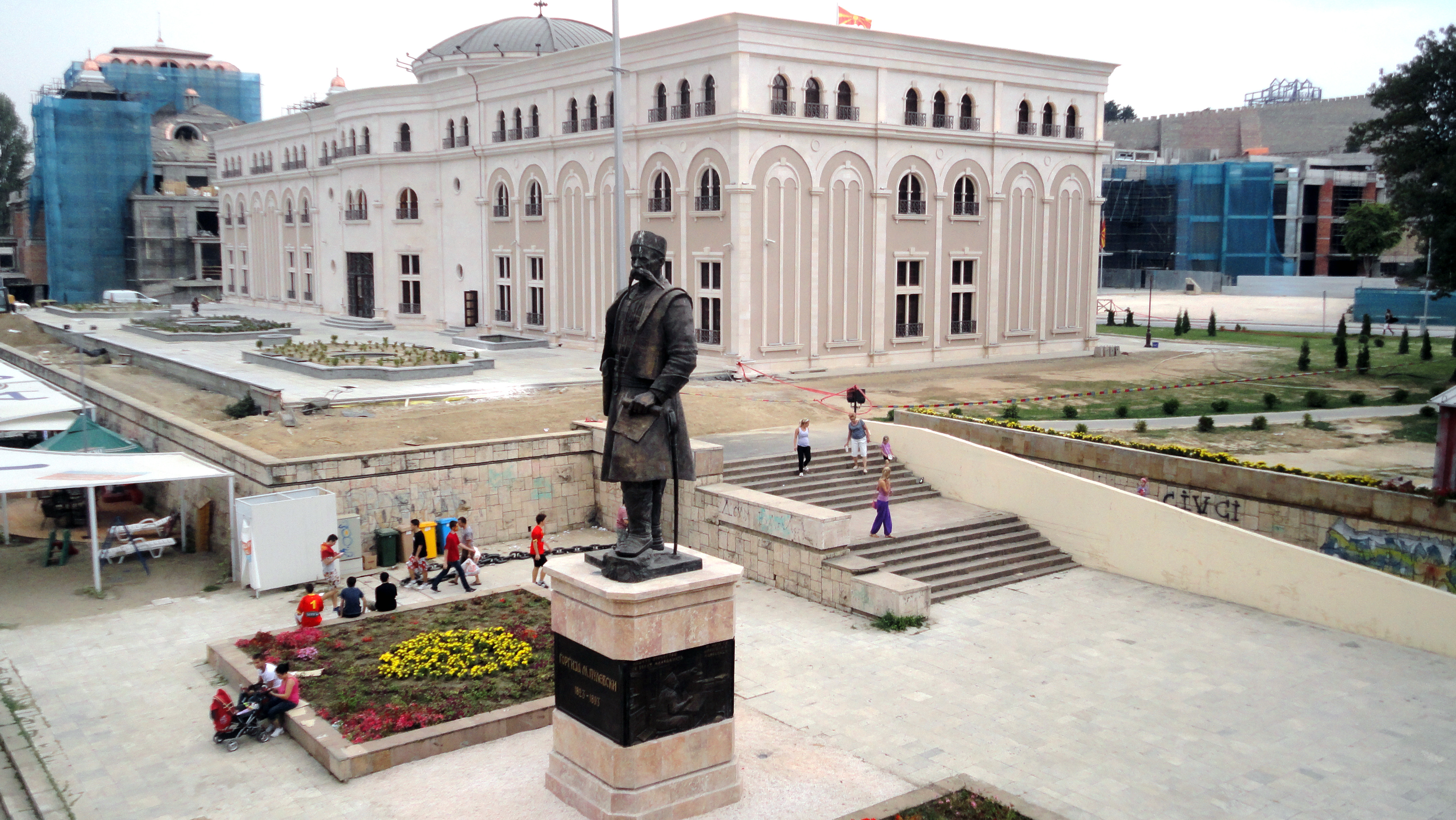
馬其頓抗爭博物館

馬其頓獨立抗爭博物館 - 共產主義政權犧牲者博物館是北馬其頓的一家國家博物館，位於北馬其頓首都斯科普里。博物館建築於2008年6月11日開始動工，並在北馬其頓獨立20周年的2011年9月8日對公眾開放。博物館位於考古學博物館、大屠殺紀念館、石橋、發達河之間。

## 外部連結
- Official Website of the Museum for the Macedonian Struggle （页面存档备份，存于）

41°59′53″N 21°25′59″E / 41.99806°N 21.43306°E